# Steamroller Blues
Steamroller Blues – piosenka napisana przez Jamesa Taylora w 1969 roku. Elvis Presley wykonywał ją na żywo w latach 1973-1977.

## Wersje na okładkach
- Podczas lat 70, Elvis Presley dodał "Steamroller Blues" do swojego repertuaru koncertowego i użył jej w albumie na żywo Aloha from Hawaii: Via Satellite[1].

Presley również wydał ją jako singiel w Marcu 1973 r. z "Fool" jako stronę B utworu, a piosenka  osiągneła miejsce 17 na Billboardowej najlepszej amerykańskiej liście popowych singlów.